# X-Men: The Last Stand
 For alternative betydninger, se X-Men (flertydig). (Se også artikler, som begynder med X-Men)
X-Men: The Last Stand (også kaldet X-Men: Det sidste opgør på dansk) er en amerikansk film instrueret af Brett Ratner fra 2006. Det var den tredje og sidste film i serien, indtil serien fik et reboot med filmen X-Men: First Class i 2011.

## Handling
X-Men, mutantheltene der sværger at forsvare en verden, der ironisk nok hader og frygter dem, er tilbage. Denne gang, med hjælp fra de nye rekrutter The Beast og Angel, må de kæmpe mod udviklingen i form af deres tidligere holdkammerat Jean Grey. Grey er besat af magten til Dark Phoenix, og er blevet en fare for sig selv, sine mutantkammerater og hele planeten. For at standse denne trussel mod menneskeheden opfinder man en mulig kur mod genetisk mutation. X-Men, ledet af professor Charles Xavier, må hamle op med både «Jean Greys» uovervindelige kræfter i tillæg til det ondskabsfulde broderskab, der er ledet af Xaviers ærkefjende, og tidligere allierede, Magneto.

## Medvirkende
| Skuespiller      | Rolle                              |
| ---------------- | ---------------------------------- |
| Patrick Stewart  | Professor «Charles Xavier»         |
| Hugh Jackman     | «Wolverine» / «Logan»              |
| Halle Berry      | «Storm» / «Ororo Munroe»           |
| Ian McKellen     | «Magneto» / «Eric Lehnsherr»       |
| Famke Janssen    | «Phoenix» / «Jean Grey»            |
| Anna Paquin      | «Rogue» / «Marie»                  |
| Kelsey Grammer   | «Beast» / Dr. «Henry 'Hank' McCoy» |
| James Marsden    | «Cyclops» / «Scott Summers»        |
| Rebecca Romijn   | «Mystique» / «Raven Darkholme»     |
| Shawn Ashmore    | «Iceman» / «Bobby Drake»           |
| Aaron Stanford   | «Pyro» / «John Allerdyce»          |
| Vinnie Jones     | «Juggernaut» / «Cain Marko»        |
| Ellen Page       | «Shadowcat» / «Kitty Pryde»        |
| Daniel Cudmore   | «Colossus» / «Piotr Rasputin»      |
| Ben Foster       | «Angel» / «Warren Worthington III» |
| Eric Dane        | «Multiple Man» / «Jamie Madrox»    |
| Dania Ramirez    | «Callisto»                         |
| Meiling Melançon | «Psylocke»                         |
| Omahyra Mota     | «Arclight»                         |
| Ken Leung        | «Kid Omega»                        |